# 程鉅夫
程鉅夫（1249年5月30日—1318年8月14日），名文海，字鉅夫，号雪楼，又号远斋，避元武宗海山讳，以字行。建昌（今江西南城）人，元朝政治人物。

## 生平
先人自徽州徙郢州京山，後家建昌。南宋末年，其叔父程飛卿為建昌（今江西南城）守官。蒙古攻宋時，随叔父降元，在大都當人質。後入翰林院，累官集贤直学士，兼秘书少监。至元二十年，加翰林集贤直学土。至元二十三年（1286年），奉詔至江南搜访遗逸，曾向朝廷推薦趙孟頫、葉李、余恁、万一鹦、張伯淳、孔诛、曾冲子、凌時中、包铸等二十餘人。大德十一年（1307年）拜翰林学士，參修实录。官至肃政廉访使、光禄大夫。

## 著作
著有《雪楼集》。元世祖平云南碑碑文为其所撰。

## 延伸阅读
[在维基数据编辑]
 《元史/卷172》，出自宋濂《元史》
 《新元史/卷189》，出自柯劭忞《新元史》
 在维基共享资源阅览影像